# Lemat Łuzina
Lemat Łuzina – twierdzenie mówiące, że każda probabilistyczna miara borelowska na przestrzeni polskiej jest wewnętrznie regularna (tj. jest miarą Radona). Twierdzenie udowodnione zostało przez rosyjskiego matematyka Nikołaja Łuzina.

## Dowód
Niech (Ω, d) będzie przestrzenią polską, a μ oznacza miarę probabilistyczną na Ω. Niech ciąg (an) będzie gęsty w Ω, a ponadto ε > 0. Dla dowolnie wybranych liczb naturalnych n, k niech dane będą zbiory
{\displaystyle B_{n,k}={\Big \{}x\in \Omega \colon d(x,a_{n})\leqslant {\tfrac {1}{k}}{\Big \}}.}
Wówczas
{\displaystyle \Omega =\bigcup _{n=1}^{\infty }\bigcup _{k=1}^{\infty }B_{n,k}.}
Dla każdego k istnieje zatem taka liczba naturalna n(k), że
{\displaystyle \mu \left(\bigcup _{n=1}^{n(k)}B_{n,k}\right)>1-{\frac {\varepsilon }{2^{k}}}.}
Niech
{\displaystyle K=\bigcap _{k=1}^{\infty }\bigcup _{n=1}^{n(k)}B_{n,k}.}
Zbiór K jest domknięty i całkowicie ograniczony, a więc z zupełności Ω jest to zbiór zwarty. Ponadto
{\displaystyle \mu {\big (}\Omega \setminus K{\big )}\leqslant \sum _{k=1}^{\infty }\mu \left(\Omega \setminus \bigcup _{n=1}^{n(k)}B_{n,k}\right)\leqslant \sum _{k=1}^{\infty }{\frac {\varepsilon }{2^{k}}}=\varepsilon .}
Dowodzi to wewnętrznej regularności miary μ.